# Étang de la Provostière
L'étang de la Provostière est une étendue d'eau stagnante située sur la commune de Riaillé, dans le département de la Loire-Atlantique en France, en région Pays de la Loire. Sa superficie est de 80 hectares.

## Histoire
Au XVIe siècle, l'étang ainsi que celui de la Poitevinière (ceb) étaient aménagés (barrage) pour fournir l’énergie nécessaire aux forges de Riaillé qui ont fonctionné jusqu’en 1875. Il a été racheté par l’État en 1882.
L'étang sert aujourd'hui de réservoir d'alimentation pour le Canal de Nantes à Brest. Une rigole l'alimente depuis l'étang de la Poitevinière (à l'Est) et partant de l'étang de la Provostière, une autre rigole (rigole des Ajaux) alimente le grand réservoir de Vioreau (qui est lui-même relié au Canal de Nantes à Brest par une rigole.
La jussie est présente sur l'étang depuis plusieurs années et il est prévu d'arracher cette plante.

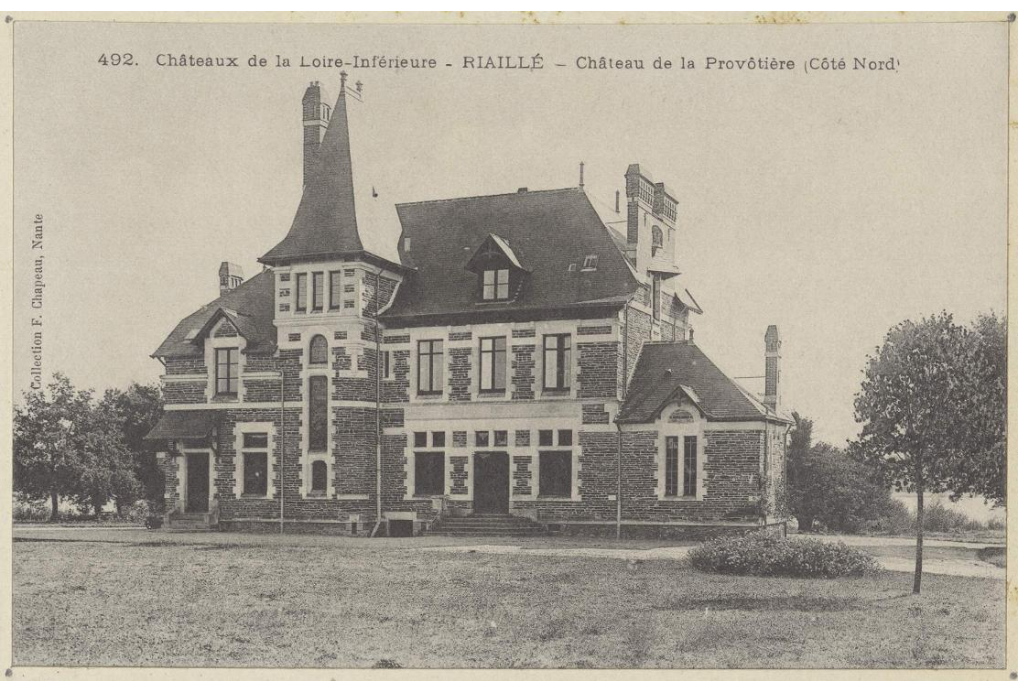
Le château de la Provotière, qui donne sur l'étang.
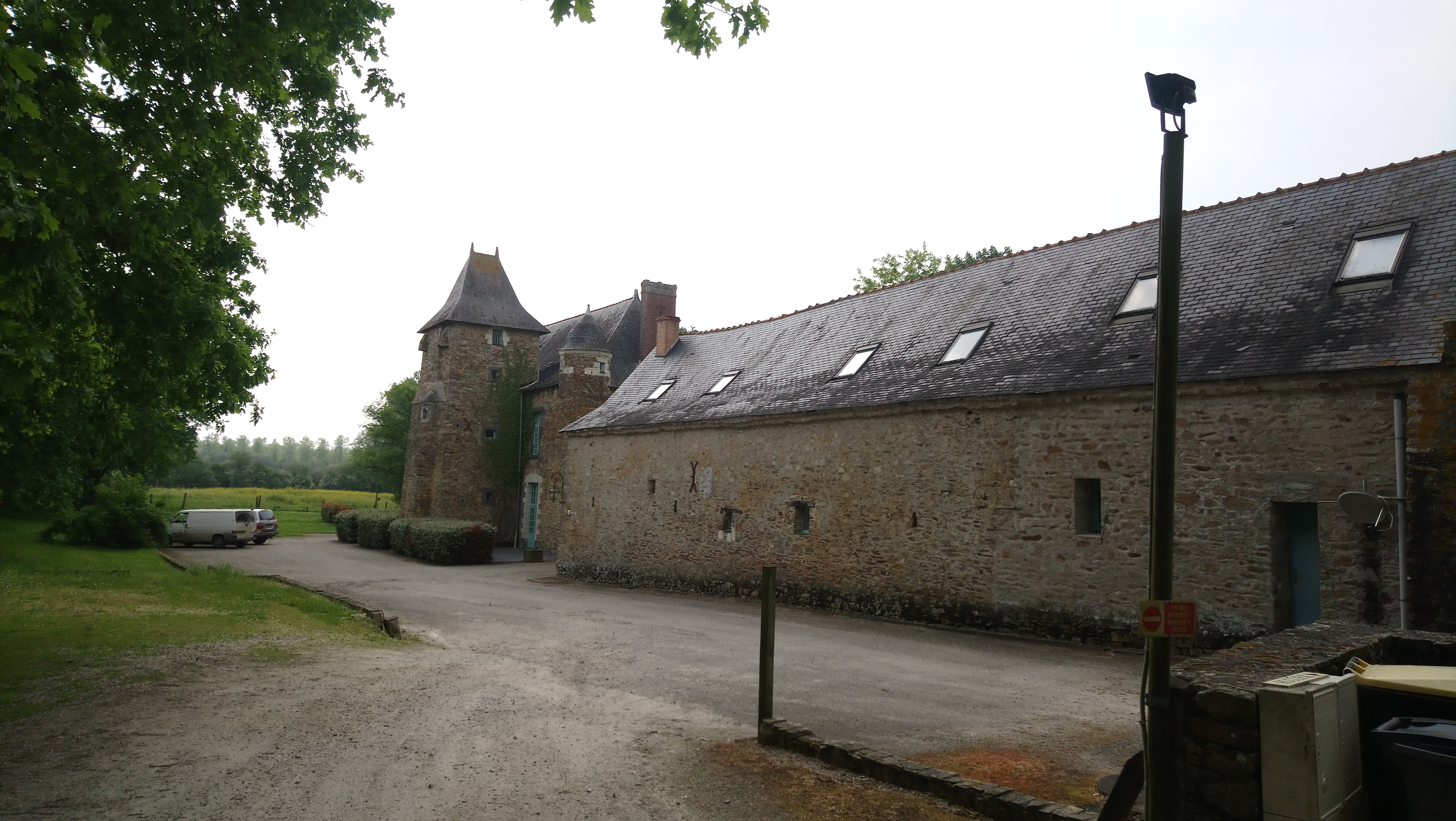
Domaine des Forges.
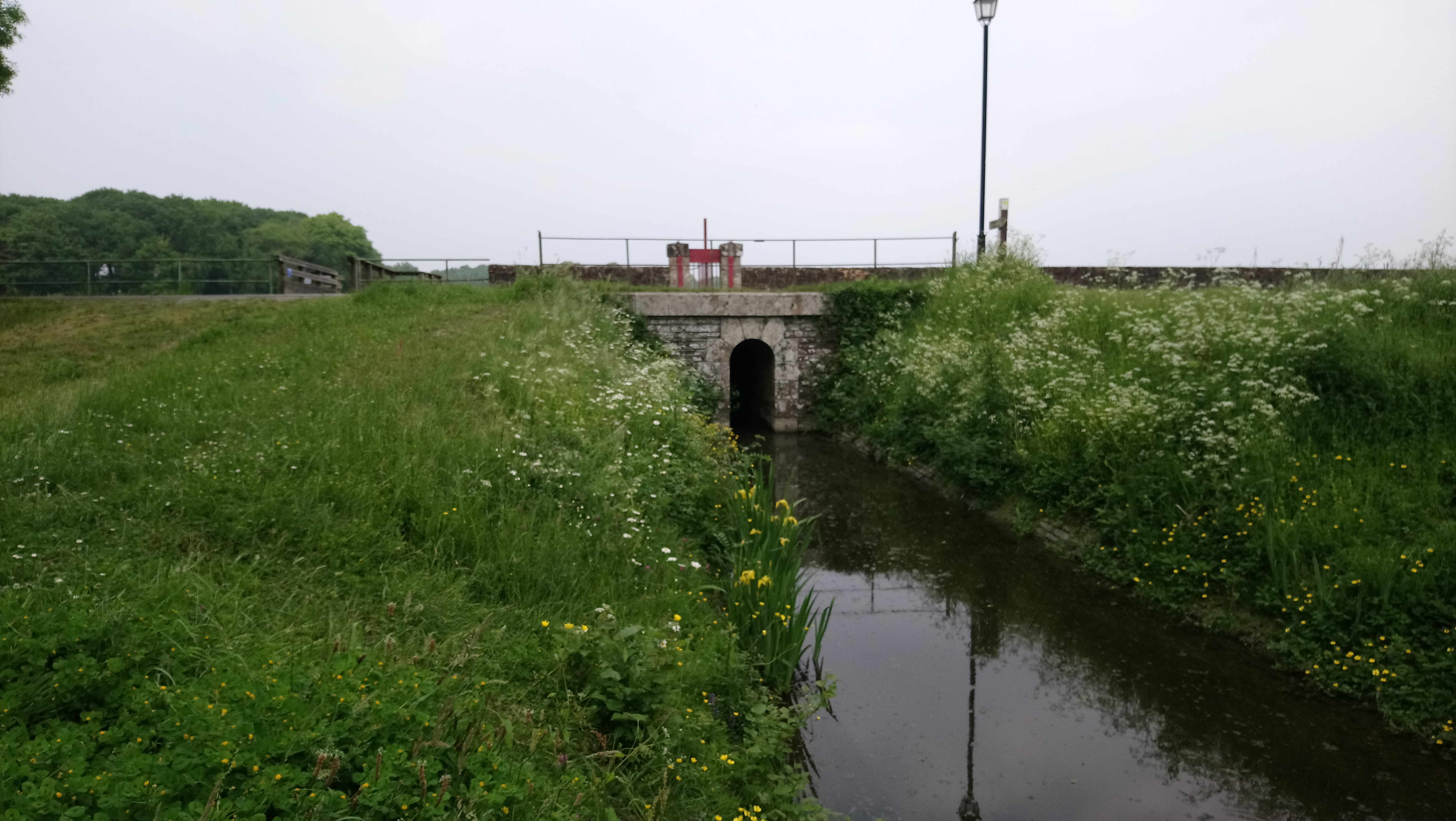
Rigole alimentaire.
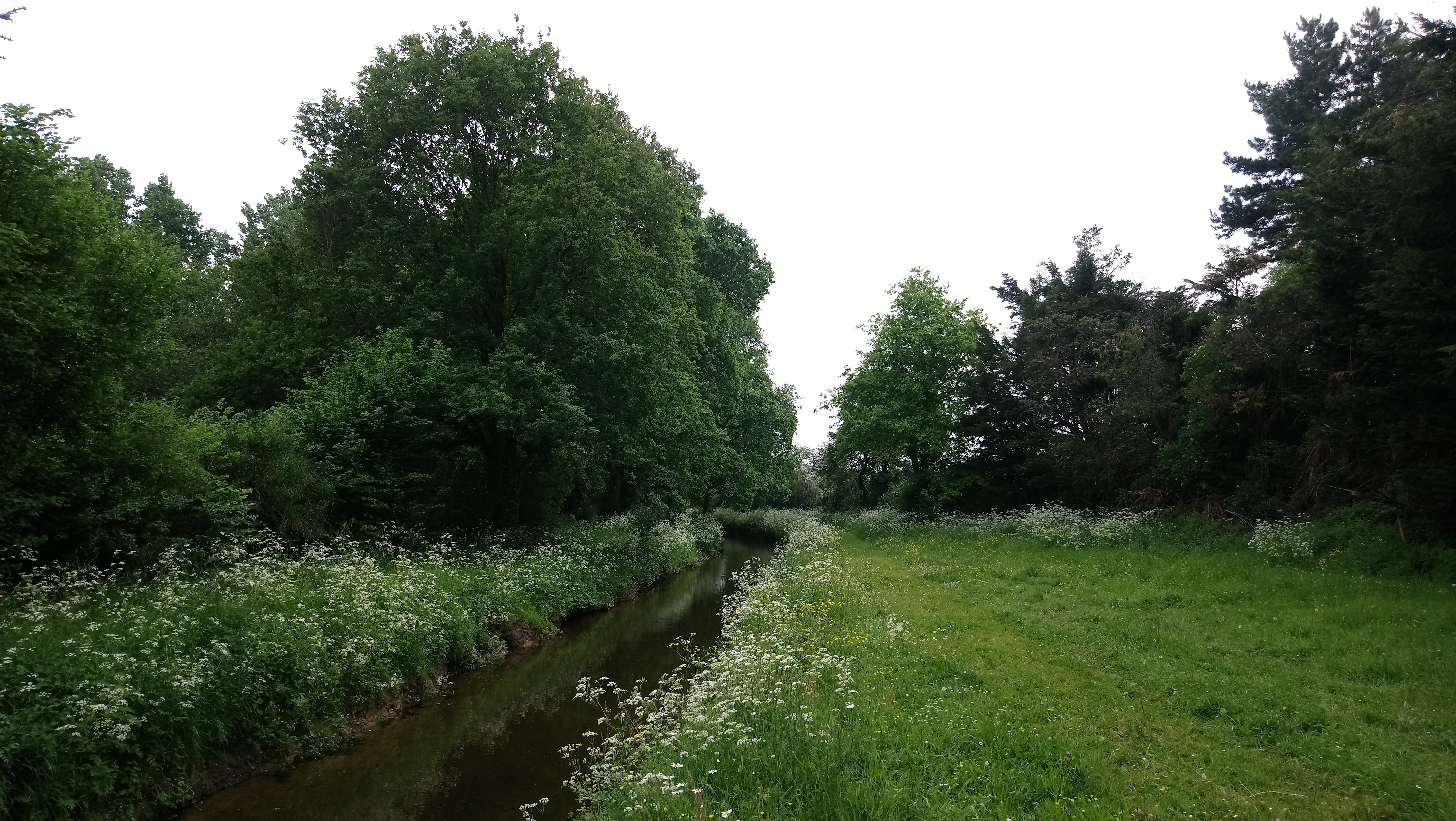
Rigole alimentaire.

## Ornithologie
Plusieurs espèces d'oiseaux sont observables telles que la foulque macroule, la bergeronnette des ruisseaux ou le bruant des roseaux. Un observatoire présent près des roselières, permet l'observation de la faune sans effrayer les espèces.

## Activités
De multiples activités sont possibles aux alentours de l'étang :
- pêche ;
- randonnée : un sentier permet de faire le tour de l'étang (partiellement inondé certaines parties de l'année) et d'autres circuits passent près de l'étang[5] ;
- navigation ;
- aires de pique-nique.